# Pulchroppia granulata
Pulchroppia granulata är en kvalsterart som beskrevs av Sandór Mahunka 1988. Pulchroppia granulata ingår i släktet Pulchroppia och familjen Oppiidae. Inga underarter finns listade i Catalogue of Life.